# تيودور بيل
تيودور بيل (بالإنجليزية: Theodore Pell)‏ مواليد 12 مايو 1879 في نيويورك - الوفاة 18 أغسطس 1967 في ساندز بوينت، كان لاعب كرة مضرب أمريكي وكان يلعب باليد اليمنى. أعلى تصنيف له في الفردي كان المركز الـ 5 في سنة 1913. سبق أن شارك في دورة الألعاب الأولمبية الصيفية.

## روابط خارجية
- تيودور بيل على موقع رابطة محترفي التنس (الإنجليزية)
- تيودور بيل على موقع الاتحاد الدولي لكرة المضرب (الإنجليزية)
- تيودور بيل على موقع قاعة مشاهير كرة المضرب الدولية (الإنجليزية)
- تيودور بيل على موقع خلاصة التنس.كوم (الإنجليزية)
- تيودور بيل على موقع اللجنة الأولمبية الدولية (الإنجليزية)
- تيودور بيل على موقع أوليمبيديا (الإنجليزية)